# Xenotrichulidae
Xenotrichulidae zijn een familie van de buikharigen. 

## Taxonomie
De volgende taxa zijn bij de familie ingedeeld:
- Onderfamilie Draculiciterinae Ruppert, 1979
  - Geslacht Draculiciteria Hummon, 1974
- Onderfamilie Xenotrichulinae Remane, 1927
  - Geslacht Heteroxenotrichula Wilke, 1954
  - Geslacht Xenotrichula Remane, 1927